# Бадени, Игнатий
Игнатий (Игнаци) Бадени (пол. Ignacy Badeni; 1786 — 3 января 1859, Варшава, Царство Польское , Российская империя) — польский государственный деятель, статский советник, переводчик, прозаик.

## Биография
Шляхтич герба Боньча. Сын коронного нотариуса Станислава Адама Бадени. Племянник Мартина Баденини, государственного деятеля, министра.
В 1812 году — член Генеральной конфедерации Королевства Польского. Член Государственного совета Царства Польского в 1830 году. В 1826—1835 годах (с перерывом) занимал должность финансового директора (директора канцелярских и воспитательных фондов) Правительственной комиссии по делам религий и народного просвещения. Затем, занимал должность директора отдела общего управления в Правительственной комиссии внутренних дел, член Пенсионной комиссии при Государственном совете (1829).
Занимал высокие государственные должности в Вене, Кракове и княжестве Варшавском.

## Избранные сочинения
- «Dumania nad prawdą; o duszy Bogu» (1858 г.),
- «Powitanie A. Gawrońskiego» (1805 г.),
- «Nikołas dla Huzana Kołłątaja» (1817 г.);

Кроме того перевёл несколько сочинений с французского и стихи Коперника о семи звёздах.